# 八島かおる
八島 かおる（やじま かおる、1970年6月5日 - ）は、日本のAV女優。身長、159cm 、スリーサイズは、B80・W57・H84。趣味は、ジグソーパズル。
大阪府出身。1988年にデビューした。1989年にはコント赤信号の小宮孝泰が監督、私をスキーに連れてってのパロディ、「私をスケベに連れてって」に浅野しおりとともに出演した。

## 出演作品

### アダルトビデオ
- コンプレックス
- 傷だらけの天使
- （以上コロナ社の作品）
- 汚れ無き悪戯（1988年、大陸書房）
- 姫子8（1988年12月13日、宇宙企画）
- もうしちゃうもん（1989年、せいふく舎）
- 恋しくてソリチュード（1989年、ナイスワン）
- 私をスケベに連れてって（1989年、クリスタル映像）監督:小宮孝泰[2]
- 赤ちゃんできちゃう（1989年4月8日、ミス・クリスティーヌ）
- 幻想夢（まぼろし）（フェニックス）ビデ倫 No.89473
- 本番いきます（1989年、リバティー）
- 彼女が男にやられたら（1989年、VIP）ビデ倫 No.89902
- 月刊ディザイアークラブ（1989年7月） ビデ倫 No.891180[3]
- おとこの遊艶地 8 八島かおる 冴島奈緒（1989年8月、リイド社 LV-1021）
- 私、感じちゃう（1989年、ファイブスター）ビデ倫 No.891681
- あぶない飼育授業（1990年8月25日、メディアックス）
- 桃色ハイスクール

## 写真集
- Squall（1989年7月、近代映画社）ISBN 978-4764815964
- 写真集 スコラスペシャル 7 SUPER NUDE COLLECTION 3 松坂季実子・松本まりな・樹まり子 ほか 全28名（1990年1月8日、スコラ）ISBN 9784796295062